# Liviu Ciobotariu
Liviu Ciobotariu (Giurgiu, 26 marzo 1971) è un allenatore di calcio ed ex calciatore rumeno, di ruolo difensore, tecnico del Petrolul Ploiești.

## Biografia
Suo figlio Denis è un calciatore, anch'egli difensore centrale.

## Carriera

### Club
Difensore con il senso del gol, per tutti gli anni '90 ha giocato in diverse squadre di Bucarest. Nel 2000 è approdato nel campionato belga, dove ha militato prima nello Standard Liegi, poi nel Mons ed infine nell'Anversa. Nel 2004 ha fatto ritorno in patria, alla Dinamo Bucarest, dove un anno più tardi ha concluso la carriera.

### Nazionale
Dal 1997 al 2001 è stato nel giro della nazionale romena, con la quale ha segnato 3 reti in 32 presenze. Ha fatto parte della spedizione romena a campionato del mondo 1998 e a campionato d'Europa 2000.

### Allenatore
Una volta lasciato il calcio giocato, ha intrapreso la carriera di allenatore. Nel 2008-2009 ha allenato l'Otopeni, squadra di cui non è riuscito ad impedire la retrocessione in seconda divisione.
Il 29 maggio 2019 è stato nominato commissario tecnico della nazionale libanese.

## Palmarès

### Giocatore

#### Competizioni nazionali
- Campionato rumeno: 1

Dinamo Bucarest: 1999-2000
- Coppa di Romania: 1

Dinamo Bucarest: 2003-2004

### Allenatore

#### Competizioni nazionali
- Supercoppa di Romania: 1

Sepsi: 2023